# El Porvenir, Tapalapa
El Porvenir är en ort i Mexiko.   Den ligger i kommunen Tapalapa och delstaten Chiapas, i den sydöstra delen av landet, 700 km öster om huvudstaden Mexico City. El Porvenir ligger 1 253 meter över havet och antalet invånare är 216.
Terrängen runt El Porvenir är kuperad åt sydost, men åt nordväst är den bergig. Runt El Porvenir är det ganska tätbefolkat, med 90 invånare per kvadratkilometer. Närmaste större samhälle är Ocotepec, 5,0 km sydväst om El Porvenir. I omgivningarna runt El Porvenir växer i huvudsak städsegrön lövskog.